# Campidano di Milis
Il Campidano di Milis era una curatoria della Sardegna giudicale, facente parte del giudicato di Arborea.
Situato a nord del Campidano Maggiore, il suo territorio era in prevalenza collinare ed occupava una superficie di circa 258 km². Era densamente popolato ed i suoi abitanti si dedicavano con efficienza e profitto all'agricoltura.
Comprendeva gli attuali comuni di Bauladu, Bonarcado, Milis, Narbolia, San Vero Milis, Seneghe e Tramatza e i villaggi di Spinalba (San Vero Milis), Calcaria (Milis), Tunis (Narbolia).